# Dick Anthony Williams
Dick Anthony Williams (Chicago, 9 augustus 1934 – Los Angeles Californië 16 februari 2012), geboren als Richard Anthony Williams, was een Amerikaans acteur.

## Biografie
Williams begon in 1968 met acteren in de televisieserie Dragnet 1967. Hierna heeft hij nog meerdere rollen gespeeld in televisieseries en films zoals Dog Day Afternoon (1975), The Deep (1977), The Jerk (1979), Edward Scissorhands (1990), Homefront (1991-1993) en The Shield (2002).
Williams was ook actief in het theater, hij maakte in 1971 zijn debuut op Broadway met de musical Ain't Supposed to Die a Natural Death. In 1974 won hij een Drama Desk Award voor zijn optreden in het toneelstuk What the Wine-Sellers Buy. Hierna heeft hij nog meerdere rollen gespeel op Broadway en off-Broadway.
Williams was getrouwd en had twee kinderen, op 12 februari 1988 stierf zijn vrouw en zelf is hij gestorven op 16 februari 2012.

## Filmografie

### Films
Selectie:
- 1997 The Player – als ??
- 1990 Edward Scissorhands – als officier Allen
- 1990 Mo' Better Blues – als Williams
- 1981 The Final Conflict – als Vicar
- 1979 The Jerk – als Taj
- 1977 The Storyteller – als Anthony
- 1977 The Deep – als Slake
- 1976 The Long Night – als Paul
- 1975 Dog Day Afternoon –als limo chauffeur
- 1971 The Anderson Tapes – als Spencer

### Televisieseries
Uitgezonderd eenmalige gastrollen.
- 2002 The Shield – als Neal Cook – 2 afl.
- 2001 That's Life – als ?? – 4 afl.
- 1994 Roc – als Ray Boyd – 2 afl.
- 1993 L.A. Law – als Franklin Hovey – 2 afl.
- 1991 – 1993 Homefront – als Abe Davis – 42 afl.
- 1990 – 1991 WIOU – als Billy Randfield – 2 afl.
- 1983 – 1989 American Playhouse – als Malcolm X / Samuel Taylor – 3 afl.
- 1986 – 1987 Heart of the City – als Ed Van Duzer – 13 afl.
- 1985 Our Family Honor – als Jonas Jones – 8 afl.
- 1985 Space – als Gawain Butler – 4 afl.
- 1978 King – als Malcolm X – 3 afl.

## Theaterwerk opBroadway
- 1976 The Poison Tree – als Bobby Foster
- 1975 We Interrupt This Program... - als Al Seaver
- 1975 Black Picture Show – als Alexander
- 1974 What the Wine-Sellers Buy – als Rico
- 1971 – 1972 Ain't Supposed to Die a Natural Death – als artiest

- Bibliothèque nationale de France: cb14239291j (data)
- Gemeinsame Normdatei: 1066711933
- International Standard Name Identifier: 0000 0000 4647 4659
- Library of Congress Control Number: no99079985
- Nationale Bibliotheek van Tsjechië: xx0171302
- Nationale Bibliotheek van Israël: 987007424025405171
- Système universitaire de documentation: 160346827
- Virtual International Authority File: 41481035
- WorldCat: E39PBJr7Yj4tdWQhTvKQmWmKh3